# كأس ولي العهد البحريني
كأس ولي العهد البحريني لكرة القدم هي بطولة كرة قدم تقام بنظام خروج المغلوب بين الفرق التي تحتل المراكز الأربع الأولى في بطولة الدوري في البحرين. بدأت في 2001 وانتهت في 2009 وسيطر المحرق والرفاع على جميع البطولات.

## الفائزون السابقون
- 2001: المحرق.
- 2002: الرفاع.
- 2003: الرفاع.
- 2004: الرفاع.
- 2005: الرفاع.
- 2006: المحرق.
- 2007: المحرق.
- 2008: المحرق.
- 2009: المحرق.

## الأندية الأعلى أداء
| الفريق | عدد البطولات |
| ------ | ------------ |
| المحرق | 5            |
| الرفاع | 4            |